# میونیتسا (روستا)
میونیتسا (صربی: Mionica}} یک منطقهٔ مسکونی در صربستان است که در Mionica واقع شده‌است.